# Georg Venzky
Georg Venzky (Vensky) (* 18. Dezember 1704 in Gommern; † 28. Februar 1757 in Prenzlau) war ein Theologe, Schriftsteller, Übersetzer und Rektor.

## Leben und Werk
Vensky war der Sohn des Superintendenten und Oberpredigers Daniel Venzky (1662–1705) und der Anna Elisabeth, geb. Weller († 1743). Zunächst besuchte der Junge die Schule in Möckern, anschließend erhielt er durch den Stiefvater Gottfried Christian Grube († 1741) häuslichen Privatunterricht. Ab 1716 besuchte Vensky die Schule in Burg (bei Magdeburg). Im Hause seines Vetters, der in Barby Rektor war, erhielt er ab 1718 Unterricht. Der Schulbesuch wurde 1720 in Halle fortgesetzt. An der dortigen Universität studierte er 1722 Theologie, Fremdsprachen, Mathematik und Philosophie. 1728 wurde er Bibliotheksgehilfe und Informator, später Konventual und Rektor der Schule Kloster Berge bei Magdeburg. An der Domschule in Halberstadt war er zunächst ab 1731 Subkonrektor und dann 1738 Konrektor. Zwei Jahre später wurde er dortiger Dombibliothekar. 1742 übersiedelte er nach Prenzlau und wurde dort Konrektor und adjungierter Rektor. Seine Doktorwürde der Theologie erlangte er 1749 an der Theologischen Fakultät Kopenhagen.
Venzky war Mitglied in diversen gelehrten Gesellschaften. Von besonderer Bedeutung war seine Mitgliedschaft in der Deutschen Gesellschaft in Leipzig des Leiziper Gelehrten Johann Christoph Gottsched, in die 1733 aufgenommen wurde. 1743 wurde Venzky 10. Mitglied der von Lorenz Christoph Mizler gegründeten Correspondierenden Societät der musikalischen Wissenschaften. In den Veröffentlichungsorganen dieser beiden Gesellschaften war Venzky sehr präsent. Döring stellt fest, es habe kaum einen fleißigeren Mitarbeiter an Gottscheds Beyträgen als den Halberstädter Lehrer gegeben. Auch die Zahl der Beiträge Venzkys in Mizlers Musikalischer Bibliothek ist überdurchschnittlich.

## Schriften (Auswahl)
- Herrn William Benn's , weyland Predigers in Dorchester; Betrachtungen von der Glückseligkeit und Gesundheit der Seelen, wegen ihres erbaulichen Inhalts aus dem Englischen übersetzet , zum bequemen Gebrauch eingerichtet , und nebst einer Vorrede – Hrn . D. B. W. Marperger's , königl . und Chursächs. Oberhofpredigers , Kirchenraths und Ober-Consistorial-Assessoris , samt einem Vorbericht von dem Leben des Autoris an das Licht gestellet u.s.w . Magdeburg 1732.
- Hrn . Samuel Clark's , S. S. Theol. D. und vormahligen Rectoris zu St. Jacob in Westmünster geistliche Reden; in das Teutsche übersetzt. 10 Theile . Nebst einer Vorrede des Hrn . Bischoffs zu Salisbury Benjamin Hoadly von dem Leben , Charakter u. den Schriften des Verfassers. Leipzig 1732–1738.
- Abhandlung von den zusammengesetzten Wörtern der deutschen Sprache. In: Johann Christoph Gottsched, Beyträge zur Critischen Historie der deutschen Sprache, Poesie und Beredsamkeit  2/5 (1733), S. 85–116.
- Auszüge, aus Marquard Frehers Sammlung derer, die von deutschen Sachen geschrieben haben. In: Johann Christoph Gottsched, Beyträge zur Critischen Historie der deutschen Sprache, Poesie und Beredsamkeit  2/7 (1733), S. 448–463.
- Rezension von: Johann David Köler (Praes.), Heinrich Gottlieb Titz (Resp.): Disquisitio de inclyto libro poetico Theuerdanck. Altdorf: Daniel Meyer, 1714. In: Johann Christoph Gottsched, Beyträge zur Critischen Historie der deutschen Sprache, Poesie und Beredsamkeit  2/6 (1733), S. 191–209.
- Von der Natur der Sprachen, als eine natürliche Sprachkunst. In: Johann Christoph Gottsched, Beyträge zur Critischen Historie der deutschen Sprache, Poesie und Beredsamkeit  2/7 (1733), S. 463–529.
- Auszüge aus Herrn Meibome Sammlung der deutschen Sachen die Historie der deutschen Sprache betreffend. In: Johann Christoph Gottsched, Beyträge zur Critischen Historie der deutschen Sprache, Poesie und Beredsamkeit  3/10 (1734), S. 245–267.
- Antwort auf die Abhandlung von dem Gebrauche der doppelten Buchstaben im Deutschen. In: Johann Christoph Gottsched, Beyträge zur Critischen Historie der deutschen Sprache, Poesie und Beredsamkeit 2/8 (1734), S. 669–684. online
- Auszüge aus Herrn Meibome Sammlung der deutschen Sachen die Historie der deutschen Sprache betreffend. In: Johann Christoph Gottsched, Beyträge zur Critischen Historie der deutschen Sprache, Poesie und Beredsamkeit 3/10 (1734), S. 245–267.
- Das Bild eines geschickten Übersetzers. In: Johann Christoph Gottsched, Beyträge zur Critischen Historie der deutschen Sprache, Poesie und Beredsamkeit 3/9 (1734), S. 59–114.
- Der Ursprung, die Veränderungen und die Ubereinstimmung der Sprachen, als eine Fortsetzung der Abhandlung von der Natur der Sprache. In: Johann Christoph Gottsched, Beyträge zur Critischen Historie der deutschen Sprache, Poesie und Beredsamkeit  2/8 (1734), S. 599–626.
- Prosaische Accentuation der Hebräer , die auf eine neue Art nach eines jeglichen Begriff erläutert ist ; der Schuljugend insonderheit zum Besten auf Begehren dem Druck überlassen. Magdeburg: Christoph Seidels Witwe und Johann Ernst Scheidhauer 1734.
- Orthographischer Versuch, Wieder einige gedoppelte Buchstaben. In: Johann Christoph Gottsched, Beyträge zur Critischen Historie der deutschen Sprache, Poesie und Beredsamkeit  2/8 (1734), S. 661–668.
- Biblischer Untersuchungsschriften, Worin Die Eintheilung, eine neue Übersetzung und Nutzanwendung der biblischen Bücher nebst philologischen Anmerkungen zur öffentlichen Prüfung dargelegt werden, Erster Versuch. Halberstadt; Leipzig: Christian Friedrich Schopp, 1737.
- Critisches Rebenmesser. Hrsg. von Georg Venzky. [Halberstadt] 1737–1738
- Shaftesbury, Anthony Ashley Cooper Earl of: Unterredung mit sich selbst, Oder Unterricht für Schriftsteller. Aus dem Englischen übersetzt [von Georg Venzky]. Magdeburg; Leipzig: Christoph Seidels Witwe und Georg Ernst Scheidhauer, 1738:
- Höchstnöthiger Unterricht für Schüler zur wahren Weisheit und vortheilhaften Klugheit im Leben , Studiren , Dienen und übrigen Handlungen. Magdeburg 1739.
- Wie die gefiederten Musikanten oder Vögel Gott verherrlichen, in: Musikalische Bibliothek (Lorenz Christoph Mizler), Bd. 2, T. 1, 1740, S. 88–96
- Kleine Schulrede, Worin man die von Gott bestimmte Harmonie in der Musik bewundert, in: Musikalische Bibliothek (Mizler), Bd. 2, T. 3, 1742, S. 62–72
- [Schreiben an Mizler von einem Jubelfeste der Musikverständigen, wegen der Figuralmusik], in: Musikalische Bibliothek (Mizler), Bd. 2, T. 3, 1742, S. 169–173
- Theodor Hasens Abhandlung vom Ursprunge des Worts Druiden. In: Deutsche Gesellschaft, Nachrichten und Anmerkungen 3, 1743, S. 452–461.
- Samuel Patrik's Unterricht , wie man die Trägheit und den Rückfall im Christenthum verhüten soll; aus dem Englisch, Hamburg 1743.
- Abbildung eines geschickten Umschreibers der heiligen Bücher. Hamburg 1744.
- Progr . die Wissenschaften sind ewig , folglich sind weise Gelehrte vor andern glücklich. Prenzlau 1746.
- Religion eines Arztes , von Thomas Brown; aus dem Englischen von neuem übersetzt und mit Anmerkungen und Zusätzen herausgegeben. Prenzlau 1746.
- Glückwünschungsschrift , worin 5 philosophische Be merkungen abgehandelt sind. Prenzlau 1747.
- Der redende Taube , von Joh . Conrad Ammann; aus dem Latein . übersetzt. Prenzlau 1747.
- Rede von den wahren Weltweisen als Märtyrern. Prenzlau 1748.
- Auszug aus Rollins Abhandlung von der Musik, von D. Georg Vensky [sic], ist das 6 Hauptstück im 2 Buche seiner alten Historie, in: Musikalische Bibliothek (Mizler), Bd. 3, T. 4, 1752, S. 636–665.
- D. Georg Vensky Gedanken von den Noten oder Tonzeichen der alten Hebräer, in: Musikalische Bibliothek (Mizler), Bd. 3, T. 4, 1752, S. 666–673.
- D. Georg Vensky Auszug aus Wilhelm Irhovs Conjectaneis in Psalmorum titulis, welche zu Leiden 1728 in 4. herausgekommen sind, in: Musikalische Bibliothek (Mizler), Bd. 3, T. 4, 1752, S. 674–684.
- D. Georg Venzky stellet Gott als den Urheber und obersten Beförderer der Musik durch Sam[uel] Heinr[ich] Pauli, aus Penkun in Pommern, 1746 in Prenzlau vor, in: Musikalische Bibliothek (Mizler), Bd. 3, T. 4, 1752, S. 768–775.